# مقبرة آشيان أسري

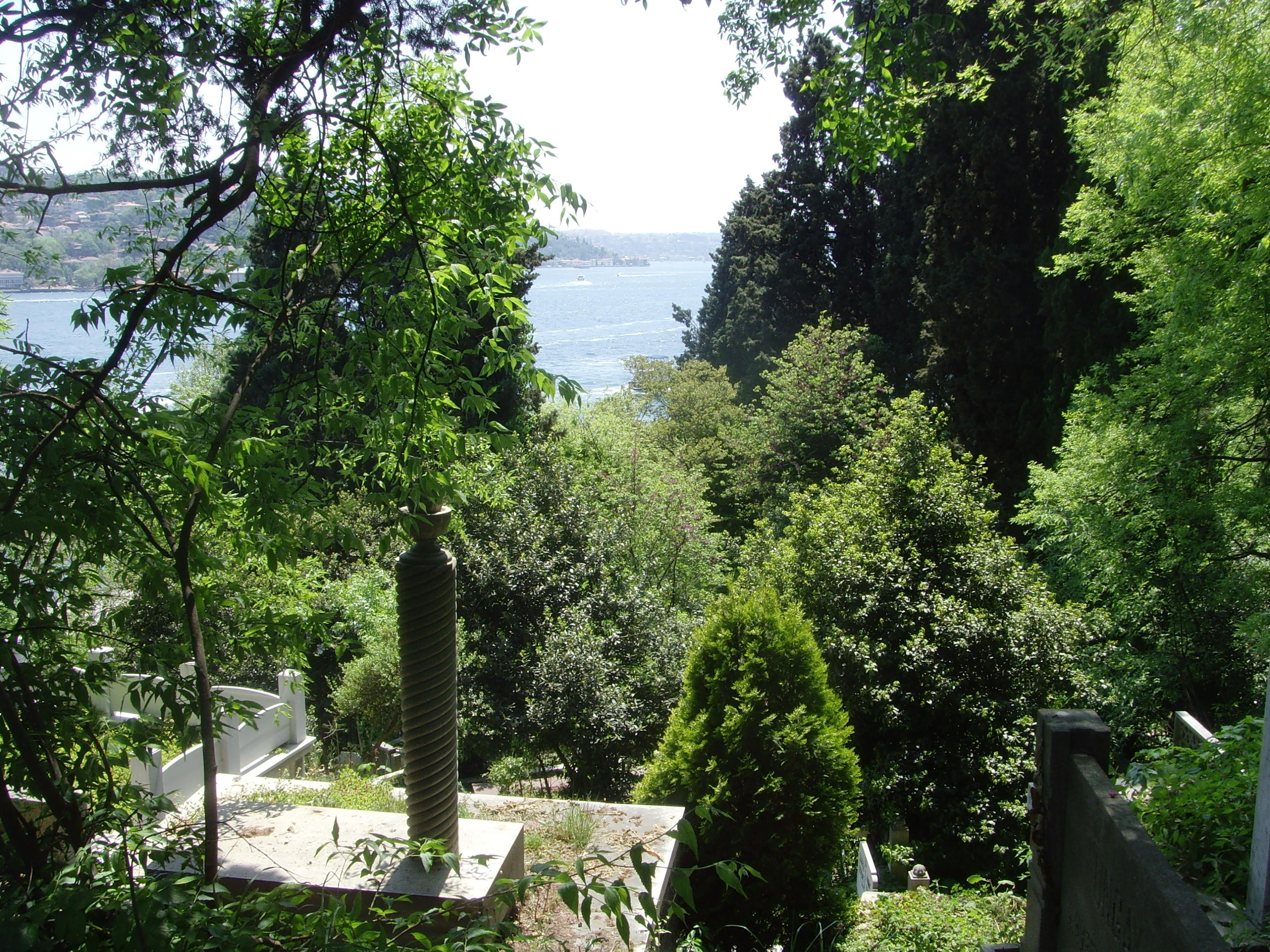
البسفور كما يبدو من مقبرة آشيان أسري

مقبرة آشيان أسري (بالتركية: Aşiyan Asri Mezarlığı) هي مقبرة في حي آشيان بالجزء الأوروبي من مدينة إسطنبول التركية، تطل على مضيق البسفور. دُفن في هذه المقبرة الصغيرة العديد من المفكرين والكُتاب والفنانين.

## مشاهير دُفنوا بالمقبرة
- أبيدين دينو (1913 ـ 1993): رسام. دُفن دون شاهد قبر، امتثالًا لرغبته.
- أحمد حمدي طانبينار (1901 ـ 1962): روائي.
- أحمد وفيق باشا (1823 ـ 1891): صدر أعظم ومؤرخ ولغوي.
- أورخان ولي قانيق (1914 ـ 1950): شاعر.
- توفيق رشدي آراس (1883 ـ 1972): سياسي ووزير خارجية تركي.
- توفيق فكرت (1867 ـ 1915): شاعر.
- سعدي إيرماك (1904 ـ 1990): رئيس وزراء تركي سابق.
- الأميرة رقية صبيحة سلطان (1894 ـ 1971): صغرى بنات السلطان العثماني محمد السادس من زوجته الأولى أمينة نازك إدا قادين أفندي.
- الأميرة فاطمة نسل شاه (1921 ـ 2012): ابنة الأميرة رقية صبيحة.
- فخري باشا (1968 ـ 1948): قائد عسكري عثماني ثم كمالي، وحاكم المدينة المنورة.
- نكار خانم (1856 ـ 1918): شاعرة.
- يحيى كمال بياتلي (1884 ـ 1958): شاعر.

## أعلام
- آتيلا إيلخان
- يحيى كمال بياتلي
- أحمد وفيق باشا
- أورخان ولي قانيق
- أحمد حمدي طانبينار